# 나카무라 노리히로
나카무라 노리히로(일본어: 中村 紀洋, なかむら のりひろ, 1973년 7월 24일~)는 일본의 야구 선수, 지도자, 야구 해설가·평론가이다. 현재 일본프로야구 센트럴 리그의 팀인 주니치 드래건스의 1군 타격 코치를 맡고 있다.
애칭은 노리(ノリ).

## 인물

### 프로 입단 전
1985년 4월 17일, 한신 고시엔 구장에서 열리는 한신 타이거스 대 요미우리 자이언츠의 경기를 관전하러 가면서 일명 ‘백 스크린 3연발’을 관중석에서 직접 보기도 했다. 오사카 부립 시부타니 고등학교 시절인 1990년 전국 고등학교 야구 선수권 오사카 대회에서는 2학년이면서 4번 타자로서도 활약해 4개의 홈런을 때려냈고 수비에서도 3루수 겸 투수로서 활약하는 등 팀을 고시엔 대회 진출에 기여하기도 했다. 고시엔 대회에서는 첫 경기(2차전)에서 패했지만 오사카 부립 고등학교의 출전이 8년 만의 일이라고 말해질 정도로 화제가 되었다.
고교 시절 통산 35홈런을 기록했고 고교 시절의 동급생인 오토리 레이(전 다카라즈카 가극단 단원)가 있다. 1991년 프로 야구 드래프트 회의에서는 긴테쓰 버펄로스로부터 4순위 지명을 받아 투수로서 입단해 등번호는 66번으로 배정되었다.

### 긴테쓰 시절

#### 1992년 ~ 1995년
입단 첫 해인 1992년, 고졸 신인으로서 정규 경기에 출전하여 시즌 2개의 홈런을 기록했고(퍼시픽 리그 고졸 신인으로서의 2개 이상 홈런을 기록한 것은 기요하라 가즈히로와 다나카 유키오 이래 6년 만의 일이다) 1994년에는 부진에 시달리고 있는 가네무라 요시아키의 대역으로서 등장했다. 9월 18일의 닛폰햄 파이터스전(후지이데라 야구장)에서 사이클링 안타를 기록했다.

#### 1996년 ~ 1998년
1996년부터 왼쪽 손목의 부상으로 슬럼프에 빠졌고(지금까지 왼쪽 손목 수술을 3회 받고 있다) 1997년에는 등번호를 이시이 히로오가 달았던 등번호를 3번으로 변경했다. 이듬해 1998년에는 리그 2위인 32개의 홈런을 기록하면서 처음으로 시즌 30홈런을 달성했고 왼쪽 손목의 부상에서 완전히 벗어날 수 있었다.

#### 1999년 ~ 2000년
1999년은 처음으로 시즌 전 경기 출전을 달성했고 같은 해에 골든 글러브상을 수상했다. 이듬해 2000년에는 시드니 올림픽의 일본 국가 대표로 발탁되어 팀은 4위에 끝났다. 정규 시즌에서는 타격 2관왕(홈런왕, 타점왕)을 획득하였지만 오사카 긴테쓰 버펄로스는 2년 연속으로 퍼시픽 리그 최하위에 머물렀다. 시즌 종료 후 추정 연봉 3억엔(1억 6,000만엔 증가)의 플러스 실적에 따른 지급 5,000만엔으로 계약이 갱신되었고 시애틀 매리너스로 이적한 이치로를 대신해 퍼시픽 리그의 일본인 최고 연봉 선수가 된다.

#### 2001년
시즌 개막을 앞두고 등번호를 세이부 라이온스로 이적한 무라카미 다카유키가 달았던 5번으로 변경했고 그 해 긴테쓰가 퍼시픽 리그 우승을 석권하면서 나카무라는 팀의 4번 타자로서 공헌하는 등 타점왕을 획득했다. 3번과 4번 타자 합계 101홈런(터피 로즈 55개, 나카무라 46개)은 1985년 한신(랜디 바스 54개, 가케후 마사유키 40개)을 웃도는 최다 기록이며 일본 시리즈에서는 야쿠르트 스왈로스와 상대하며 일본 시리즈 통산 18타수 2안타의 성적으로 부진했고 긴테쓰도 1승 4패의 초라한 성적으로 끝나 구단 역사상 일본 시리즈 우승을 달성하는데는 실패했다.
다음 시즌에 FA권의 취득이 예상되는 와중에 긴테쓰로부터 2년 이상 계약(추정 6년 계약 35억엔)이 제시되었다. 그러나 12월 26일에 “1개월에 판단하는 것은 어려웠다”라고 2년 이상 계약을 거부해 추정 연봉 5억 엔 플러스 실적에 따른 지급으로 1억 엔의 단년 계약을 맺었다. 오사카 교육대학 부속 이케다 초등학교에서 자원 봉사 활동 등의 높은 평가를 받아 제3회 골든 스피릿상을 수상했다.

#### 2002년
7월 14일에 FA권을 취득했고 오른쪽 발목 통증과 허리 통증을 참아내며 52타석 만에 홈런을 때려냈다. 11월 5일에는 FA 선언하여 시즌 종료 후부터 “나카무라 노리히로라고 하는 브랜드를 우선 생각하고 긴테쓰에서 끝나도 좋은 것인가”라고 고민한 끝에 FA선언할 것을 결정했다고 한다. 12월 19일에는 700만 달러의 2년 계약 플러스 3년째의 옵션 600만 달러로 뉴욕 메츠와 입단 계약에 합의했다는 일부 언론에서 보도되었지만 12월 20일에 뉴욕 메츠 공식 홈페이지에 실렸던 것에 대해서는 “그런 구단은 신뢰할 수 없다”라고 격노해 교섭은 없던 일로 되돌렸다. 그 때문에 긴테쓰와의 재교섭을 실시하면서 나시다 마사타카 감독 등에게서의 만류로 번복했고(이 문제는 주니치의 입단이 확정되었던 케빈 밀라에게도 언급되었다) 12월 21일에는 긴테쓰에 잔류하겠다고 표명했다(추정 4년 계약의 20억 엔 플러스 실적에 따른 지급).
이 일에 대해 나카무라는 “확실히 뉴욕 메츠와 계약 직전까지 말하고 있었다. 그러나 매스컴 관계자로부터 합의의 증거가 날아 왔는데 룰을 위반하는 구단과는 계약할 수 없다”라고 발언하면서 대리인을 맡은 음악 프로듀서인 모다 마사미도 당초에는 “비밀을 지킬 의무를 어긴 메츠의 실수였다”라고 메츠의 행동을 비판했지만 후에 MLB 기구와 메츠로부터 “나카무라 측이 위약의 근거로 하고 있는 공식 홈페이지의 문서는 MLB 기구나 구단의 인가를 받은 것은 아닌 데다가 문제의 기사는 메츠와 무관한 인물의 정보에 근거하고 있다. 이번 교섭에 관해서는 메츠의 룰을 깨는 것은 일절없다. 또 나카무라와 그의 어드바이저인 모다는 각 구단이 선수와의 계약에 앞서 계약 내용을 MLB에 보고할 필요가 있는 것을 모른다고 생각된다. 건강 진단에 패스한 시점에서 구속력이 있는 합의가 성립한다”라는 성명이 나오자 모다는 이것을 받아 “메츠가 말하듯이 합의하고 있었다는 것에 관해서는 이론은 없다”라고 인정했고 나카무라의 ‘메츠의 룰 위반’이라고 하는 발언에 대해 “저것은 그의 말이 충분하지 않았다”라고 말하기도 했다.

#### 2003년
5월 중순에는 오른쪽 무릎에 부상당하면서 6월 10일에 오른쪽 무릎 반월상연골 파열이라는 진단을 받았지만 “자신이 결장할 수는 없기 때문에 경기하러 나오면서 고친다”라고 말해 출전을 강행했다. 그러나 부상의 영향으로 타격 성적이 저조했고 긴테쓰도 리그 3위에 그쳤다. 아테네 올림픽 예선을 겸한 아시아 야구 선수권 대회의 참가를 포기하면서 10월 17일에 오른쪽 무릎 수술을 받았다. 이후 성적에 직결되는 부진이 많아지고 있다.

#### 2004년
오른쪽 무릎 재활 훈련을 겸해 로스앤젤레스 다저스의 스프링 트레이닝에 초대 선수로서 참가했고 아테네 올림픽 일본 국가 대표팀 선수로 발탁되어 본선 경기에 출전하면서 팀의 동메달 획득에 기여했다. 그러나 경기 후에 가진 연회에서 오른쪽 발바닥에 부상을 당해 9월 10일까지 결장했다.
결장 중에 단 노무라를 대리인으로 선임해 포스팅 시스템(입찰 이적 제도)에 의한 메이저 리그 진출을 시도하고 있다는 내용의 언론 보도가 나왔고 11월 3일에 메이저 리그에 진출하겠다는 의사를 표명했다. 긴테쓰와 2년 전에 묶은 계약에 포스팅 시스템에 의한 메이저 리그 이적을 용인하는 내용이 포함되어 있었다고 설명한다. 11월 8일의 선수 분배 드래프트 결과, 합병 구단인 오릭스 버펄로스에게 배분되었다. 12월 1일에 합병 구단이 발족되면서 4년 계약의 2년째를 마친 시점에서 구단이 소멸했기 때문에 나머지 계약 기간의 연봉(2년분 10억엔)에 상당하는 보증금을 긴테쓰에 요구했지만 인정받지 못했다. 2005년 1월 25일에 포스팅을 신청해 긴테쓰와 업무 제휴를 하고 있던 로스앤젤레스 다저스에 낙찰되었다. 2월 3일에는 로스앤젤레스 다저스와 마이너 리그 계약(추정 1년 계약 50만 달러)을 맺었고 등번호는 긴테쓰에 입단했을 당시와 같은 66번으로 정해졌다.
그 해에 발생한 나라 초등학교 1학년 여아 살해 사건에서 피해 여학생이 긴테쓰의 팬으로 알려지자 자신의 딸과 같은 연배라고 하여 싸인이 새겨진 야구 용품을 영전에 갖다 바쳤다.

### 미국 프로 야구 시절
4월 2일에 트리플 A 마이너 리그인 퍼시픽 코스트 리그의 라스베가스 피프티원스에 합류하라는 통보를 받았지만 4월 10일에는 부상자 명단에 들어간 안토니오 페레스를 대신해 염원이던 메이저 리그에 승격되었다. 그러나 5월 8일의 경기 이후 멕시칸 리그에서 활약하고 있던 오스카 모브레스가 40명 범위에 들어간 것에 따라 40명 범위에서 제외되었다. 웨이버 공시에 채울 수 있었지만 영입을 희망하는 구단이 나타나지 않았기 때문에 트리플 A에서의 격하를 승낙, 다시 라스베가스에서 활약했다.
트리플 A굴지의 타자 천국으로 알려진 라스베가스에서는 홈런이야말로 리그 17위인 22개를 기록하였지만 타율 2할 4푼 9리는 규정 타석을 채운 선수 90명 가운데 85위에 머물렀고 미국으로 건너가기 전에 자신을 보이고 있던 수비에서도 팀 최다인 20개의 실책을 기록했다. 이 때 “성적을 보면 일목요연, 최고 성적인데 왜 마이너로 떨어졌는지 납득할 수 없다”, “이치로도 마이너 계약이라면 메이저 리그에는 오를 수 없었다”라고 말했다. 9월 5일에 트리플 A의 시즌이 종료되었고 단 노무라와의 대리인 계약을 해제하면서 일본 야구계의 복귀를 목표로 했다.
12월 21일에는 일시 소속된 오릭스로 복귀하겠다고 공식 표명했고 추정 연봉 2억 엔의 플러스 실적에 따른 지급 5,000만 엔의 단년 계약을 맺고 등번호는 8번으로 결정했다.

### 오릭스 시절
2006년에 ‘돌아왔다’라는 표어의 포스터가 제작되어 드래프트에 의한 세이부 입단으로부터 20년 만에 출신지인 간사이 지방에 돌아온 기요하라 가즈히로와 함께 출연한 것이 화제가 되었지만 시즌 개막 직전 오른쪽 다리에 근육 파열을 일으키는 부상을 당했고 4월 28일에 왼손 엄지손가락에 부상을 당했다. 5월 13일의 야쿠르트전에서는 기다 마사오로부터 왼쪽 손목에 사구를 받아 부상당하는 등 부상에 의한 극도의 슬럼프에 빠지는 날들이 계속되었다. 8월 11일에는 왼쪽 팔꿈치에 사구를 받아 경기 도중에 교체되면서 그 이후의 경기 출전은 없었고 일본 야구계에 복귀한 2006년 시즌 성적은 85경기에 출전해 328타수 76안타, 타율 2할 3푼 8리로 시즌을 마쳤다. 2루타는 22개, 홈런 12개는 극심한 빈타에 시달리고 있던 오릭스에 있어서는 팀내 2위이지만 중심 타자로서 팀에 기여하고 순위를 좌우했다고는 말하기 힘든 시즌이 되었다. 9월에는 왼쪽 손목에 수술을 받았다.
계약 교섭에서는 나카무라가 왼쪽 손목의 부상을 ‘공상’이라고 주장한 것에 대해 구단 측은 이를 인정하지 않았고 60%가 삭감된 8,000만 엔(추정)의 단년 계약을 제시했다.
2007년 1월 12일까지 여섯 차례의 재계약 교섭을 실시하였지만 의견차로 인해 합의에는 실패했고 구단 측은 재계약을 포기하면서 나카무라의 퇴단을 결정했다. 그 후 트레이드를 시도하는 영입 구단은 없었고 1월 17일에 정식으로 자유계약선수가 되었다. 나카무라는 오릭스를 제외한 11개 구단으로부터의 연락을 기다리면서 각 구단의 춘계 스프링 캠프가 실시된 2월 1일 이후에도 ‘가공의 캠프 인’이라고 칭하고 자주 트레이닝을 계속하였다.
2월 12일, 주니치 드래건스로부터 연습생으로서의 스프링 캠프에 참가해달라는 요청을 받아 2월 15일부터 주니치의 스프링 캠프에 참가, 그 곳에서 입단 테스트를 실시했고 2월 25일 육성 선수로 계약하였다(연봉 400만 엔). 등번호는 205번.

### 주니치 시절

#### 2007년

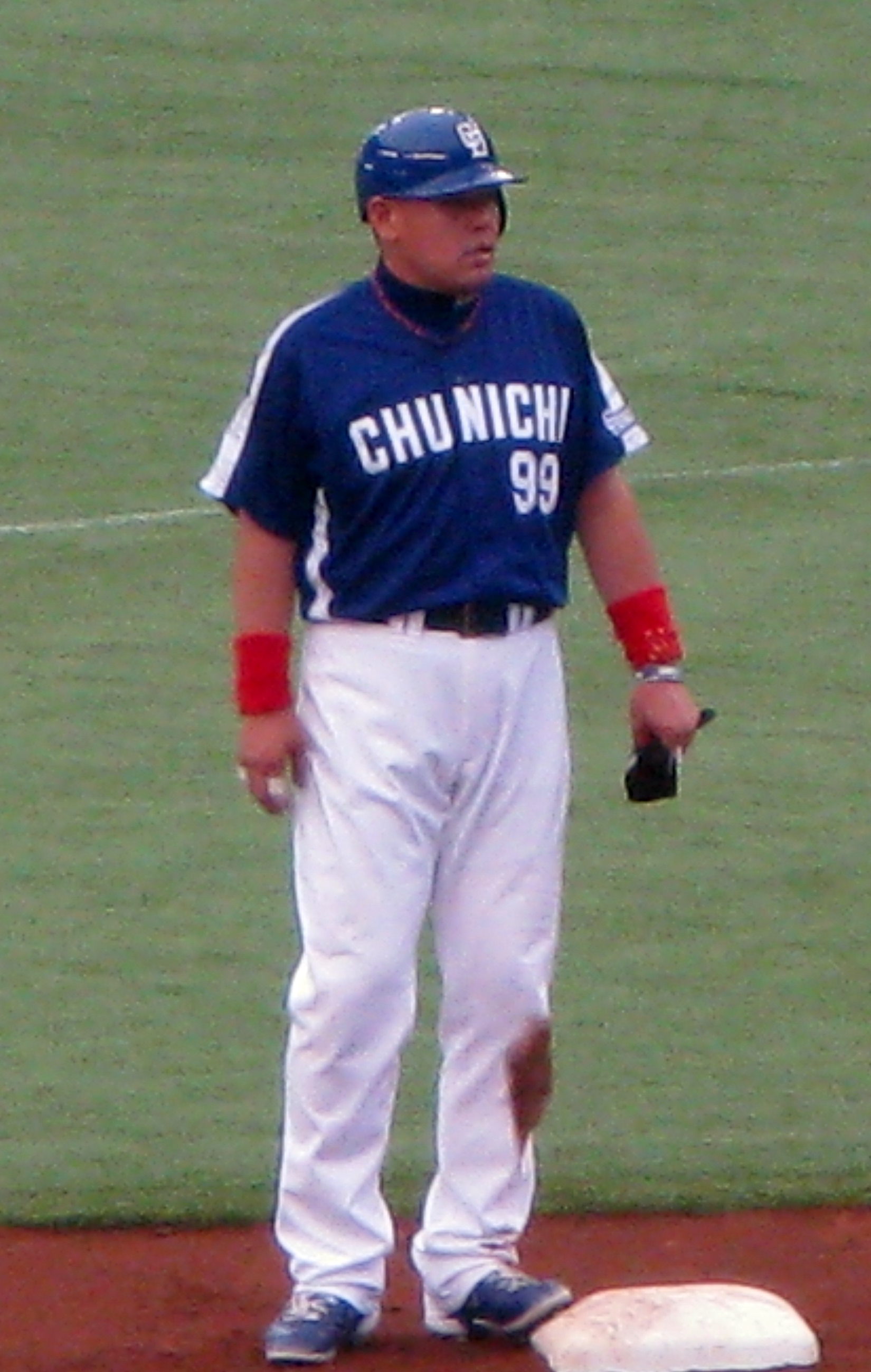
주니치 시절의 나카무라 노리히로(2008년 6월 1일, 세이부 돔)

육성범위로 주니치에 입단한 이후 시범 경기에서 기대 이상의 결과를 남기는 등 정규 시즌 개막 직전인 3월 22일, 연봉 600만 엔으로 지배하 선수 계약을 맺어 등번호도 99번으로 변경되었다.
개막전부터 정규 경기에 출전하여 초반에는 5번이나 7번을, 시즌 후반기에는 부상으로 이탈한 후쿠도메 고스케를 대신해 3번을 맡았다. 광범위한 각도에서 치는 배팅으로 타율 2할 9푼 3리(팀내 3위), 2년 만에 20홈런(공동 2위), 79타점(공동 3위)으로 팀의 일본 시리즈 우승에 기여했다. 9월 10일에는 베이징 올림픽 아시아 예선 결승 리그 일본 대표팀 후보로 발탁되었다. 일본 시리즈에서는 허리 통증이 악화되고 있었기 때문에 진통제를 맞은 상태에서 출전을 강행했고 타율 4할 4푼 4리(18타수 8안타), 4타점을 기록하여 활약했다. 11월 1일의 5차전에서는 일본 시리즈 우승이 확정되어 일본 시리즈 MVP를 차지했고 일본 시리즈 우승이 결정된 후에 가진 히어로 인터뷰 도중 북받쳐오는 감정을 참지 못하고 눈물을 흘렸다. 아시아 시리즈에서는 타이론 우즈를 대신해서 4번 타자로 출전했다.
11월 30일, 구단과의 계약 갱신에서는 3월에 신규 계약할 당시보다 733%가 인상된 연봉 5,000만 엔의 제시를 받아 이를 승낙하면서 계약이 갱신되었다.

#### 2008년
6월 15일, 아버지날에 ‘2008년도 베스트 파더 옐로 리본상’의 수상자로 선정되었다. 교세라 돔 오사카에서 오릭스와의 경기를 앞둔 시상식에서는 “연예인이 받는 상이라고 생각했다. 인연이 없다고 생각하고 있었기 때문에 기쁘다”라고 수상 소감을 밝히는 등 긴테쓰와 오릭스 시절의 동료였던 기타가와 히로토시와 함께 수상했다. 경기 직전에는 가족과 함께 기념 촬영을 가졌다.
4월 14일, 자신으로서는 두 번째의 FA권을 취득했고 6월 17일에 이시카와 현립 야구장에서 열린 사이타마 세이부 라이온스전에서 오누마 고지로부터 2점 홈런을 때려내 통산 100회의 맹타상을 달성했다. 또 다음 타석에서 예전 동료였던 오카모토 신야로부터 끝내기 홈런을 때려내는 등 통산 끝내기 홈런 기록이 9개가 되면서 오 사다하루, 와카마쓰 쓰토무를 제치고 역대 3위가 되었다. 11월에는 주니치 잔류도 시야에 넣으면서 “타 구단에서의 평가도 들어보고 싶다”라고 두 번째의 FA권을 행사했고 11월 25일에 도호쿠 라쿠텐 골든이글스와 입단 교섭을 실시, 11월 29일에 라쿠텐의 이적을 정식으로 결정했다. 라쿠텐 구단으로서는 처음으로 FA로 입단한 선수가 되었다.
12월 5일에 센다이시내에서 입단 기자회견을 가졌고 등번호는 자신의 희망도 있어 주니치 시절과 똑같은 99번으로 배정되었다.

### 라쿠텐 시절

#### 2009년
4월 5일, 삿포로 돔에서 열린 홋카이도 닛폰햄 파이터스전에서 브라이언 스위니로부터 이적 후 첫 홈런을 때려냈고 이 날은 4안타 5타점을 기록했다. 그러나 이후에는 홈런도 전혀 나오지 않고 타율도 저조했고 고질적인 허리 통증도 악화되는 등 6월 9일부터 6월 25일까지 등록이 말소되었다. 1군 복귀 후 7월 11일 후쿠오카 소프트뱅크 호크스전에서 사토 마코토로부터 71경기 만에 홈런을 때려냈다. 그 후에도 컨디션은 오르지 않았고 8월 3일에 1군 등록이 말소되면서 1군에 복귀하는 일도 없이 그대로 시즌을 마쳤다. 결국 라쿠텐 이적 1년째의 성적은 타율 2할 2푼 1리, 홈런 2개, 26타점이라는 기대 이하의 성적을 남겼다.

#### 2010년
시즌 초반에는 컨디션이 좋지는 않았고 전반기에는 팀 타선이 부진에 시달려 교류전 등에서는 4번을 맡았다. 한 때는 3할 대의 타율을 기록했지만 후반기 이후에는 타율이 급격하게 떨어졌다. 시즌 종반에는 주루 플레이 도중에 근육 통증을 일으켜 1군 등록이 말소되었고 10월 1일에 구단으로부터 방출 통보를 받아 라쿠텐을 퇴단했다. 12개 구단 합동 입단 테스트에 참가하지는 않았지만 현지 오사카에서 연습을 자주하면서 타 구단으로부터의 오퍼를 기다리는 형태가 되었다.
이듬해 2011년 2월에는 도쿠시마 인디고 삭스의 합동 개인훈련에 참가했고 본인은 “육성 범위라도 좋으니까(일본 프로 야구계에서) 현역 생활을 계속하고 싶다”라고 밝혔다.

### 요코하마·DeNA 시절

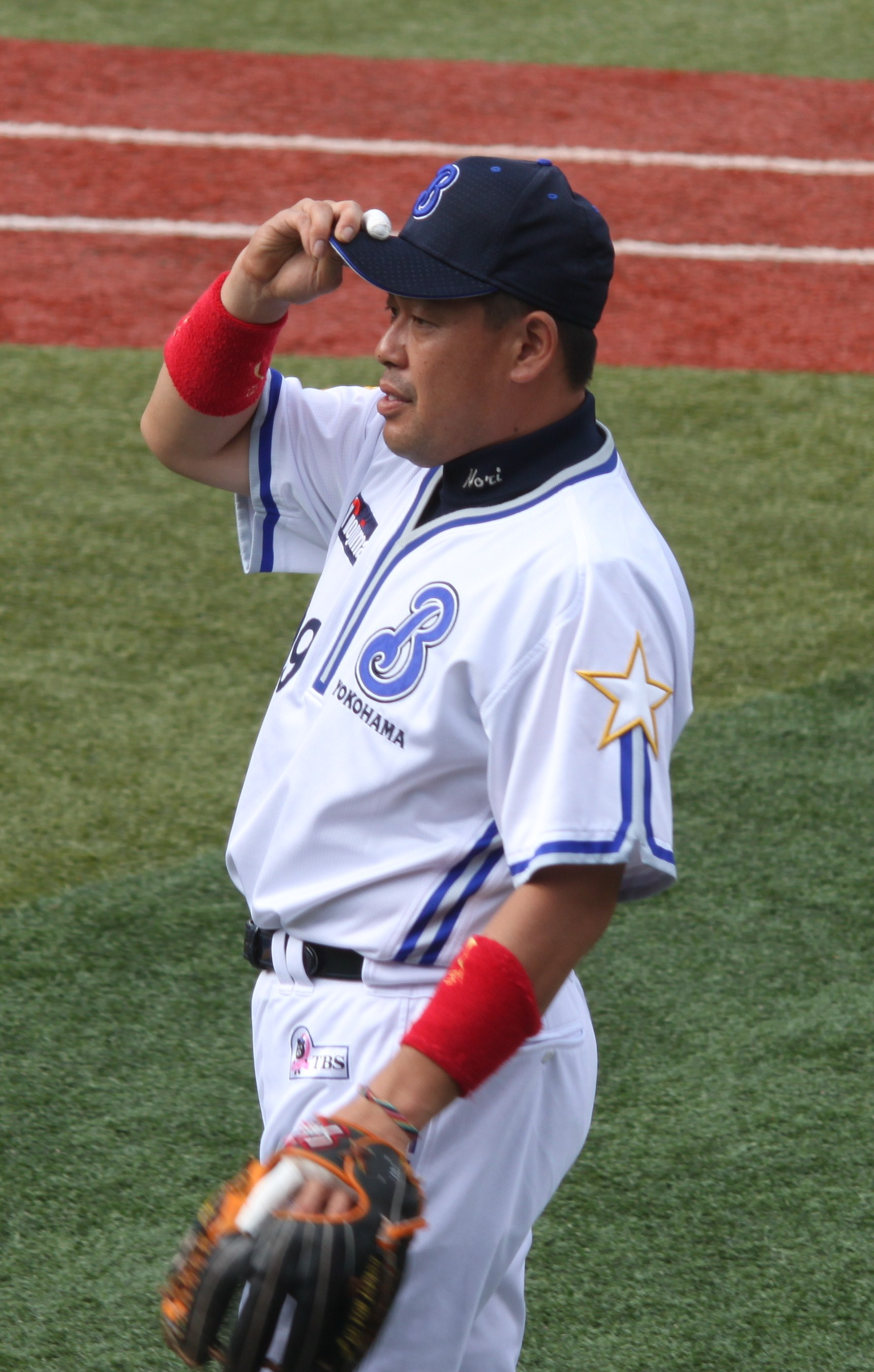
나카무라 노리히로(2011년)

#### 2011년
5월 23일, 요코하마 베이스타스의 입단이 확정되면서 다음날 24일에 구단 사무소에서 입단 기자회견을 가졌다. 요코하마의 입단이 확정된 것은 전날 22일 가지 다카오 구단 사장으로부터 전화를 통해 입단 제의를 받았다고 한다. 등번호는 주니치, 라쿠텐 시절과 마찬가지로 99번이 되었다. 6월 8일에 1군 등록된 같은 날 라쿠텐전(K스타 미야기)에 7번·1루수로 선발 출전했다.
6월 18일, 요코하마 스타디움에서 열린 후쿠오카 소프트뱅크 호크스전에서 대타로 출전해 스기우치 도시야로부터 이적 후 첫 홈런을 때려냈다. 이 홈런을 계기로 동점을 만드는 등 승부를 원점으로 만들었고 터멜 슬레지가 8회에 결승 홈런을 때려내며 팀은 승리했다. 그 해 당초에는 대타 요원으로 자주 투입되었지만 주전 1루수인 브렛 하퍼가 좌완 투수와 상대할 때 약한 모습을 드러냈고 수비에서도 불안이 있었기 때문에 좌완 투수가 등판할 시에는 선발이나 수비를 굳히기 위한 기용도 많았다. 10월 13일의 한신 타이거스전(요코하마 스타디움)에서는 주전 유격수 이시카와 다케히로와 2루수와 유격수 양쪽 모두를 지킬 수 있는 후지타 가즈야가 부상을 당해 주전 2루수인 와타나베 나오토가 유격수로 도는 상황속에서 그 대역으로 2루수로서 기용된 야마자키 노리하루가 실책을 연발했기 때문에 급거 프로에 입문한 이후 처음으로 2루수로 선발 출전을 했다. 시즌 종료 때까지 1군 등록이 말소되는 일은 한 번도 없었고 62경기에 출전했지만 타율 2할 9리, 1홈런, 14타점 등 기대 이하의 성적을 남겼다.

#### 2012년
개막 초에는 주로 3루수로 출전했고 5월에 쓰쓰고 요시토모가 부상에서 복귀한 이후에는 1루수로서 선발 출전을 계속하고 있다. 4월 15일 요미우리 자이언츠전에서 연장 11회에 구단명이 요코하마 DeNA 베이스타스로 변경된 이후 처음이 되는 끝내기 홈런을 때려냈고(동시에 팀의 첫 끝내기 승리) 이것이 자신으로서는 통산 380호 홈런이 되었다. 5월 4일에 친정팀인 주니치전에서는 이와세 히토키로부터 동점 홈런을 기록하면서 일본 프로 야구 역대 22번째의 전 구단으로부터 홈런 기록을 달성했다. 또한 교류전이 도입된 2005년 이후 센트럴·퍼시픽 양대 리그에 2개 구단씩 소속되어 달성한 것은 나카무라가 유일하다.

#### 2013년
2013년은 개막전에 대타 요원이었지만 곧 3루수 주전에 정착. 5월 1일 도쿄 야쿠르트 스왈로스전 (요코하마 스타디움)에서 NPB/MLB합계 2000안타를 홈런으로 달성. 스즈키 이치로, 마쓰이 히데키, 마쓰이 가즈오에 이어 일본인 선수로는 사상 4번째 기록을 냈지만 "일본에서만 2000개를 치고 싶다"이라는 본인의 의향을 긷고 세리머니 등은 이뤄지지 않았다("다저스 시절인 5안타는 가산하고 싶지 않는다"라고 말했다.). 그리고 5월 5일 나고야 돔에서 친정 팀 주니치 드래건스 전에서 8회에 나카타 겐이치를 상대로좌중간을 깬 2루타를 뽑아 통산 2162경기 만에 사상 43번째 NPB합계 2000안타를 달성했고 5구단에 소속된 2000안타 달성은 가토 히데지에 이어 두번째.또 2162경기에서 도달은 사상 4번째의 느림, 39세 9개월에 도달은 8번째로 느린 기록. 참고로, 동료들인 라미레스도 그 해 NPB합계 2000안타 달성[주 9].6월 30일 주니치 드래곤스 전에서는 야마모토 마사의 선제 솔로 홈런을 터뜨리며 사상 18번째 400홈런을 달성했다.이 경기에서 9회 말 끝내기 안타를 날렸다. 최종적으로는 122경기에 출전하고 지난해와 같이 안정된 성적을 남겼다.

#### 2014년
2014년 아롬 발디리스가 1군 다짐 계약으로 가입하고 1루수에는 토니 블랑코가 있었기 때문에 개막 당초는 일군 멤버에서 빠졌지만 그 그네의 고장도 있고 4월 1군 승격했다. 그러나 5월 6일 요미우리 자이언츠 전에서 "팀 방침에 따르지 않는 언행이 있었다"로 등록 말소된다. 코치에게 "자신의 타석에서는 상황에 따라서는 주자를 움직이지 않고 타석에 집중하고 싶다"와 상의한 것이 나카하타 감독의 지휘봉 비판으로 여겨졌다. 이후로는 한 번도 1군으로 승격되지 않았다. 결국 10월 3일 구단으로부터 방출 통보를 받았다. DeNA 구단은 야구계에서의 실적이나 재적시의 공헌도가 특히 높았던 것을 재차 인정해 본거지 최종전에 해당하는 대 중국 니치전에서 은퇴 세레모니를 제안했지만, 나카무라는 현역 속행에의 강한 의사가 있다고 해 이것을 거부했다. 최종적으로 13경기 출전에 타율. 245타석에서는 케이스 배팅을 하면서 타점왕. 페이스로 타점을 새기면서 10타점면서도 일본 야구계에서는 1993년 이후 21년 만이다 홈런 0을 기록하며 선수생활을 마무리했다.

#### 은퇴 이후
요코하마 DeNA 베이스타스로부터의 자유 계약 후에는, 현역 속행을 표명했지만, NPB 가맹 구단으로부터의 오퍼는 없었다.나카무라 자신도 12구단 합동 예선에는 매년 참가하지 않는 등 프로 스포츠 선수로서의 활동은 DeNA탈퇴 후는 전무한 실질적으로는 "은퇴"상태이다. 2015년 5월 5일에는 거주지의 니시노미야 시내에 있는 스튜디오에서 초등 학교 고학년 및 중학생 소년 소녀를 대상으로 한 야구 교실"N's Method(에느즈・메솟도)"를 개교.4월 25일에는 자신의 페이스북 공식 계정에서 개교를 보고하는 것과 동시에 "생애 현역 선수"임을 표명했다. 이후에도 NPB 12구단의 제안을 기다렸지만, 지배하 선수 등록 시한(7월 31일)까지 영입을 표명하는 구단은 나타나지 않았다. 이 결과를 두고, 나카무라는 현역 속행의 의사가 강한 것을 재차 표명."아직 도전을 즐기고 계속하면 포기하지 않고 항상 도전하겠다"라고도 명언했다.그 해에는 텔레비전 출연하고 씀씀이가 매우 거칠고 자신과 부인이 한 말에 따르면 식비와 교제비로 고액을 하고, 세금을 못내 보험을 해약한 적이 있다고 고백했다. 2015년 11월에는 고치시에서 열린 샌 디에이고 파드리스 주최 야구 교실에 임시 코치로서 참가. 28일에는 프로 야구 경험자에 의한 학생 지도에 필요한 학생 야구 자격 회복을 염두에 두고 NPB 주최의 오사카 연수회에 참가했다. 연수회가 끝난 뒤엔 현재 야구학원에서 지도하고 있는 초중학생이 고교에 진학해도 지금으로서는 고교에 발을 들여놓을 수 없다.(고교 시절) 은사들도 빨리 와서 (고교에서도 지도해줬으면 좋겠다)고 하기에 어떻게든 자격을 회복하고 싶다고 말했다.또한 자신의 거취에 대해서는 "아직 모른다"와 이야기를 했었다. 2016년에는 1월 11일 후쿠오카 야후!재팬 돔에서 열린 명구회 행사에 참가. 알렉스 라미레스와 홈런 경쟁을 2홈런으로 눌렀다. 게다가 그 후의 세·파 대항 시합에서는 마지막 회에 투수로 등판.코마다 노리히로를 1구에서 좌익수 뜬 공으로 잡아냈다. 2016년 1월 하순에는 전 일본 야구 협회 주최의 2015년도 야구 지도자 강습회에서 오쿠보 히로모토과 함께 타격 실기 지도강사를 담당. 2월 2일 일본 학생 야구 협회로부터 학생 야구 자격 회복의 적성 인정을 받았다. 야구 해설자로서는 2016년에는 도카이 라디오 게스트 해설자로도 출연했다. 2019년부터 주니치 OB로 J SPORTS의 해설자로 활동했다.산토리 드림 매치 2016 에서는 더 프리미엄 모루쯔 구단의 선수로 경기에 출전, 4타점을 주는 활약을 하고 MVP에 뽑혔다. 전 프로 야구 선수·스포츠 라이터의 타카 모리 유우키의 취재에 의하면, 나카무라는 "어떤 일이라도 예.나는 평생동안 승부를 이어갈꺼야 .그것이 평생 현역이라는 의미나라며 야구 선수로 그라운드에 서는 것만이 현역은 아니라는 정책이 평생 현역이라는 말에 담겨 있다고 한다. "생애 현역"이 야구 선수로 현역을 가리키는 뜻이 없는 일은 2018년에 가진 인터뷰에서도 나타나고 있어 프로 야구 현역 복귀에 대해서 자신이 운영하는 야구 교실"N's method"의 지도에 집중 하기 때문에, 만일 구단에서 제안이 있어도"안 가"라고 명언하고 있다.

## 상세 정보

### 출신 학교
- 오사카 부립 시부타니 고등학교

### 선수 경력
NPB
- 긴테쓰 버펄로스·오사카 긴테쓰 버펄로스(1992년 ~ 2004년)
- 오릭스 버펄로스(2006년)
- 주니치 드래건스(2007년 ~ 2008년)[14]
- 도호쿠 라쿠텐 골든이글스(2009년 ~ 2010년)
- 요코하마 베이스타스·요코하마 DeNA 베이스타스(2011년 ~ 2014년)

MLB
- 로스앤젤레스 다저스(2005년)

국가 대표 경력
- 시드니 올림픽 일본 국가대표팀(2000년)
- 아테네 올림픽 일본 국가대표팀(2004년)

## 기타 경력
- 도카이 라디오 방송 해설자(2016년 ~ 2018년)
- J SPORTS 해설자(2019년 ~ 2021년)

## 지도자 경력
- 주니치 드래건스 1군 타격 코치(2022년 ~ )

### 수상·타이틀 경력

#### 타이틀
- 홈런왕: 1회(2000년)
- 타점왕: 2회(2000년, 2001년)
- 최고 출루율: 1회(2001년)

#### 수상
- 베스트 나인: 5회(1996년, 1999년 ~ 2002년)
- 골든 글러브상: 7회(1999년 ~ 2002년, 2004년, 2007년, 2008년)[15]
- 일본 시리즈 MVP: 1회(2007년)
- 올스타전 MVP: 2회(2001년 제3차전, 2012년 제1차전)[16]
- 월간 MVP: 5회(1999년 8월, 2000년 5월·9월, 2001년 5월, 2002년 5월)
- JA전농 Go·Go상: 1회(매직 글러브상: 2000년 6월)
- 골든 스피릿상(2001년)
- 베스트 파더 옐로 리본상(2008년)

#### 국제 대회
- 아테네 올림픽 동메달(2004년)

### 주요 기록

#### 첫 기록
- 첫 출장: 1992년 6월 12일, 대 후쿠오카 다이에 호크스 8차전(헤이와다이 야구장), 8회초에 제시 리드의 대타로 출장
- 첫 선발 출장: 1992년 6월 13일, 대 후쿠오카 다이에 호크스 9차전(헤이와다이 야구장), 7번·3루수로서 선발 출장
- 첫 안타·첫 홈런·첫 타점·첫 득점: 1992년 6월 18일, 대 닛폰햄 파이터스 15차전(후지이데라 구장), 5회말에 고노 히로후미로부터 3점 홈런
- 첫 2루타: 1992년 6월 25일, 대 오릭스 블루웨이브 13차전(그린 스타디움 고베), 2회초에 호시노 노부유키로부터
- 첫 도루: 1996년 5월 17일, 대 세이부 라이온스 5차전(니시쿄고쿠 야구장), 4회말에 2루 안착(투수: 신타니 히로시, 포수: 다카기 다이세이)

#### 기록 달성 경력
- 통산 100홈런: 1998년 9월 16일, 대 지바 롯데 마린스 25차전(오사카 돔), 9회말에 가와모토 야스유키로부터 역전 끝내기 3점 홈런 ※역대 201번째
- 통산 150홈런: 2000년 5월 26일, 대 닛폰햄 파이터스 9차전(오사카 돔), 1회말에 신타니 히로시로부터 솔로 홈런 ※역대 113번째
- 통산 200홈런: 2001년 6월 13일, 대 후쿠오카 다이에 호크스 12차전(후쿠오카 돔), 7회초에 요시다 슈지로부터 우월 솔로 홈런 ※역대 72번째
- 통산 1000경기 출장: 2001년 9월 2일, 대 닛폰햄 파이터스 27차전(도쿄 돔), 4번·3루수로서 선발 출장 ※역대 375번째
- 통산 1000안타: 2002년 5월 29일, 대 지바 롯데 마린스 10차전(오사카 돔), 5회말에 나단 민치로부터 좌중간에 3점 홈런 ※역대 209번째
- 통산 250홈런: 2002년 8월 18일, 대 세이부 라이온스 21차전(세이부 돔), 1회초에 쟝즈지아로부터 좌월 2점 홈런[17] ※역대 43번째
- 통산 1000삼진: 2003년 7월 30일, 대 후쿠오카 다이에 호크스 18차전(후쿠오카 돔), 7회초에 사이토 가즈미로부터 ※역대 33번째
- 통산 300홈런: 2004년 6월 4일, 대 지바 롯데 마린스 12차전(지바 마린 스타디움), 6회초에 다카기 고지로부터 2점 홈런 ※역대 29번째
- 통산 1500경기 출장: 2007년 5월 6일, 대 요코하마 베이스타스 9차전(나고야 돔), 5번·3루수로서 선발 출장 ※역대 151번째
- 통산 1000타점: 2007년 7월 5일, 대 히로시마 도요 카프 10차전(나고야 돔), 4회말에 자레드 페르난데스로부터 좌익 펜스를 직격한 2점 적시 2루타 ※역대 29번째
- 통산 1500안타: 2007년 9월 26일, 대 요미우리 자이언츠 24차전(도쿄 돔), 1회초에 다카하시 히사노리로부터 좌전 안타 ※역대 95번째
- 통산 350홈런: 2008년 6월 7일, 대 홋카이도 닛폰햄 파이터스 4차전(나고야 돔), 8회말에 호시노 야치호로부터 좌월 2점 홈런 ※역대 22번째
- 통산 100회 맹타상: 2008년 6월 17일, 대 사이타마 세이부 라이온스 3차전(이시카와 현립 야구장)
- 통산 300개의 2루타: 2010년 5월 8일, 대 홋카이도 닛폰햄 파이터스 7차전(하코다테 오션 스타디움), 5회초에 다르빗슈 유로부터 우익선상 2루타 ※역대 55번째
- 통산 1500삼진: 2010년 8월 18일, 대 오릭스 버펄로스 21차전(스카이마크 스타디움), 5회초에 곤도 가즈키로부터 ※역대 10번째
- 통산 2000경기 출장: 2011년 10월 4일, 대 요미우리 자이언츠 21차전(도쿄 돔), 8회말에 1루수로서 출장 ※역대 43번째
- 통산 1000득점: 2012년 5월 20일, 대 지바 롯데 마린스 2차전(요코하마 스타디움), 1회말에 가라카와 유키로부터 좌월 2점 홈런 ※역대 38번째
- 통산 3500루타: 2012년 9월 28일, 대 요미우리 자이언츠전 20차전(요코하마 스타디움), 2회말에 우쓰미 데쓰야로부터 우전 안타 ※역대 26번째
- 통산 1000볼넷: 2013년 4월 27일, 대 한신 타이거스 5차전(요코하마 스타디움), 6회말에 카와사키 유우스케로부터 ※사상 14번째
- 통산 2000안타: 2013년 5월 5일, 대 주니치 드래건스 9차전(나고야 돔), 8회초에 나카타 겐이치로부터 좌중간 2점 적시 2루타 ※사상 43번째
- 통산 3502루타: 2013년 5월 23일, 대 후쿠오카 소프트뱅크 호크스 2차전(후쿠오카 야후 옥션!돔), 2회초에 오토나리 겐지로부터 중전 2루타 ※사상 36번째
- 통산 400홈런: 2013년 6월 30일, 대 주니치 드래건스 12차전(요코하마 스타디움), 2회말에 야마모토 마사로부터 좌월 솔로 홈런 ※사상 18번째

#### 기타
- 통산 만루 홈런: 14개(역대 2위 타이)
- 통산 끝내기 홈런: 9개(역대 단독 3위)[18]
- 사이클링 안타: 1회(1994년 9월 18일, 대 닛폰햄 파이터스 25차전, 후지이데라 구장)
- 대타 만루 홈런: 1회(2007년 10월 6일, 대 도쿄 야쿠르트 스왈로스 24차전, 메이지 진구 야구장), 6회초에 하나다 마사토로부터
- 시즌 만루 홈런: 2회(2000년, 2001년)
- 17경기 연속 안타(2010년 5월 4일 ~ 5월 29일)
- 5경기 연속 홈런(2000년 6월 3일 ~ 6월 9일)[19]
- 1경기 9타점: 2001년 5월 29일, 대 닛폰햄 파이터스 10차전(도쿄 돔)
- 올스타전 출장: 8회(1995년, 1996년, 1999년 ~ 2002년, 2004년, 2012년)[20]
- 1경기 5볼넷: 2003년 5월 3일, 대 닛폰햄 파이터스 7차전(오사카 돔) ※리그 타이 기록.
- 1경기 3개 홈런: 4회(1997년 9월 20일, 2000년 9월 7일, 2001년 5월 29일, 2008년 7월 29일)
- 3타석 연속 홈런: 4회(1997년 9월 20일, 2000년 9월 7일, 2001년 9월 8일 ~ 9월 9일, 2008년 7월 29일 ~ 8월 3일)[21]
- 동일 구단 40홈런 콤비[22]
- 전 구단으로부터 홈런: 2012년 5월 4일, 대 주니치 드래건스 6차전(요코하마 스타디움) ※역대 22번째.

|    | 날짜            | 상대 팀          | 구장                | 이닝  | 상대 투수         | 통산 홈런 개수 |
| -- | --------------- | ---------------- | ------------------- | ----- | ----------------- | -------------- |
| 1  | 1992년 6월 18일 | 닛폰햄 15차전    | 후지이데라 구장     | 5회말 | 고노 히로후미     | 1              |
| 2  | 7월 4일         | 지바 롯데 14차전 | 가와사키 구장       | 4회초 | 소노카와 가즈미   | 2              |
| 3  | 1994년 6월 14일 | 오릭스 8차전     | 후지이데라 구장     | 9회말 | 하세가와 시게토시 | 3              |
| 4  | 8월 6일         | 세이부 19차전    | 후지이데라 구장     | 7회말 | 와타나베 히사노부 | 4              |
| 5  | 8월 19일        | 다이에 21차전    | 기타큐슈 시민 구장  | 8회초 | 기무라 게이지     | 7              |
| 6  | 2006년 4월 16일 | 라쿠텐 5차전     | 스카이마크 스타디움 | 5회말 | 아오야마 고지     | 309            |
| 7  | 5월 12일        | 야쿠르트 1차전   | 오사카 돔           | 5회말 | 다테야마 쇼헤이   | 313            |
| 8  | 5월 20일        | 한신 1차전       | 한신 고시엔 구장    | 7회초 | 후쿠하라 시노부   | 314            |
| 9  | 6월 15일        | 요미우리 5차전   | 도쿄 돔             | 6회초 | 다카하시 히사노리 | 315            |
| 10 | 2007년 4월 25일 | 히로시마 4차전   | 나고야 돔           | 5회말 | 아오키 다카히로   | 323            |
| 11 | 5월 6일         | 요코하마 9차전   | 나고야 돔           | 4회말 | 도이 요시히로     | 324            |
| 12 | 2012년 5월 4일  | 주니치 6차전     | 요코하마 스타디움   | 9회말 | 이와세 히토키     | 382            |

### 등번호
- 66(1992년 ~ 1995년, 2005년)
- 3(1997년 ~ 2000년)
- 5(2001년 ~ 2004년)
- 8(2006년)
- 205(2007년 ~ 같은 해 시즌 도중) ※육성 선수 시절의 등번호.
- 99(2007년 시즌 도중 ~ 2010년, 2011년 시즌 도중 ~ 2014년)
- 74(2022년 ~ )

### 연도별 타격 성적
| 연 도     | 소 속          | 경 기 | 타 석 | 타 수 | 득 점 | 안 타 | 2 루 타 | 3 루 타 | 홈 런 | 루 타 | 타 점 | 도 루 | 도 루 자 | 희 생 번 | 희 생 플 | 볼 넷 | 고 4 | 사 구 | 삼 진 | 병 살 타 | 타 율 | 출 루 율 | 장 타 율 | O P S |
| --------- | -------------- | ----- | ----- | ----- | ----- | ----- | ------- | ------- | ----- | ----- | ----- | ----- | -------- | -------- | -------- | ----- | ---- | ----- | ----- | -------- | ----- | -------- | -------- | ----- |
| 1992년    | 긴테쓰         | 11    | 27    | 27    | 4     | 6     | 1       | 0       | 2     | 13    | 5     | 0     | 0        | 0        | 0        | 0     | 0    | 0     | 8     | 0        | .222  | .222     | .481     | .704  |
| 1993년    | 긴테쓰         | 8     | 12    | 9     | 1     | 1     | 0       | 0       | 0     | 1     | 1     | 0     | 0        | 0        | 1        | 2     | 1    | 0     | 4     | 0        | .111  | .250     | .111     | .361  |
| 1994년    | 긴테쓰         | 101   | 215   | 192   | 23    | 54    | 13      | 1       | 8     | 93    | 36    | 0     | 0        | 2        | 2        | 19    | 1    | 0     | 49    | 2        | .281  | .343     | .484     | .827  |
| 1995년    | 긴테쓰         | 129   | 528   | 470   | 62    | 107   | 19      | 1       | 20    | 188   | 64    | 0     | 1        | 3        | 1        | 51    | 1    | 3     | 92    | 12       | .228  | .307     | .400     | .707  |
| 1996년    | 긴테쓰         | 110   | 454   | 411   | 60    | 112   | 15      | 1       | 26    | 207   | 67    | 4     | 1        | 0        | 0        | 39    | 3    | 4     | 89    | 7        | .273  | .341     | .504     | .845  |
| 1997년    | 긴테쓰         | 128   | 519   | 455   | 54    | 109   | 22      | 3       | 19    | 194   | 68    | 3     | 2        | 2        | 3        | 54    | 5    | 5     | 105   | 13       | .240  | .325     | .426     | .751  |
| 1998년    | 긴테쓰         | 132   | 564   | 481   | 74    | 125   | 14      | 1       | 32    | 237   | 90    | 1     | 1        | 2        | 2        | 74    | 3    | 5     | 114   | 12       | .260  | .363     | .493     | .856  |
| 1999년    | 긴테쓰         | 135   | 601   | 514   | 83    | 134   | 23      | 0       | 31    | 250   | 95    | 3     | 0        | 1        | 3        | 79    | 0    | 4     | 116   | 21       | .261  | .362     | .486     | .848  |
| 2000년    | 긴테쓰         | 127   | 564   | 476   | 82    | 132   | 26      | 0       | 39    | 275   | 110   | 1     | 1        | 0        | 5        | 80    | 5    | 3     | 112   | 17       | .277  | .381     | .578     | .959  |
| 2001년    | 긴테쓰         | 140   | 637   | 525   | 109   | 168   | 25      | 0       | 46    | 331   | 132   | 3     | 2        | 0        | 3        | 104   | 8    | 4     | 106   | 26       | .320  | .434     | .630     | 1.064 |
| 2002년    | 긴테쓰         | 140   | 602   | 511   | 87    | 150   | 27      | 1       | 42    | 305   | 115   | 2     | 1        | 0        | 0        | 86    | 10   | 5     | 136   | 10       | .294  | .400     | .597     | .997  |
| 2003년    | 긴테쓰         | 117   | 456   | 381   | 54    | 90    | 14      | 1       | 23    | 175   | 67    | 1     | 1        | 0        | 2        | 72    | 4    | 1     | 96    | 18       | .236  | .357     | .459     | .817  |
| 2004년    | 긴테쓰         | 105   | 462   | 387   | 59    | 106   | 16      | 1       | 19    | 181   | 66    | 0     | 0        | 0        | 1        | 73    | 8    | 1     | 88    | 13       | .274  | .390     | .468     | .857  |
| 2005년    | LAD            | 17    | 41    | 39    | 1     | 5     | 2       | 0       | 0     | 7     | 3     | 0     | 0        | 0        | 0        | 2     | 0    | 0     | 7     | 3        | .128  | .171     | .179     | .350  |
| 2006년    | 오릭스         | 85    | 359   | 328   | 39    | 76    | 22      | 0       | 12    | 134   | 45    | 0     | 1        | 0        | 2        | 26    | 2    | 3     | 70    | 10       | .232  | .292     | .409     | .701  |
| 2007년    | 주니치         | 130   | 521   | 457   | 64    | 134   | 24      | 0       | 20    | 218   | 79    | 2     | 1        | 4        | 8        | 51    | 3    | 0     | 87    | 18       | .293  | .359     | .477     | .836  |
| 2008년    | 주니치         | 140   | 557   | 493   | 56    | 135   | 20      | 0       | 24    | 227   | 72    | 0     | 1        | 10       | 3        | 50    | 4    | 1     | 119   | 11       | .274  | .340     | .460     | .800  |
| 2009년    | 라쿠텐         | 77    | 294   | 263   | 16    | 58    | 11      | 0       | 2     | 75    | 26    | 0     | 1        | 1        | 1        | 29    | 2    | 0     | 41    | 11       | .221  | .297     | .285     | .582  |
| 2010년    | 라쿠텐         | 129   | 521   | 473   | 51    | 126   | 23      | 0       | 13    | 188   | 64    | 0     | 1        | 1        | 2        | 44    | 2    | 1     | 84    | 18       | .266  | .329     | .397     | .726  |
| 2011년    | 요코하마· DeNA | 62    | 126   | 115   | 6     | 24    | 3       | 1       | 1     | 32    | 14    | 0     | 1        | 0        | 2        | 9     | 0    | 0     | 27    | 1        | .209  | .262     | .278     | .540  |
| 2012년    | 요코하마· DeNA | 126   | 500   | 442   | 50    | 121   | 24      | 1       | 11    | 180   | 61    | 1     | 1        | 0        | 6        | 50    | 1    | 2     | 72    | 14       | .274  | .346     | .407     | .753  |
| 2013년    | 122            | 473   | 431   | 37    | 121   | 19    | 1       | 14      | 184   | 61    | 1     | 0     | 0        | 5        | 32       | 1     | 5    | 66    | 20    | .281     | .334  | .427     | .761     |       |
| 2014년    | 13             | 56    | 49    | 5     | 12    | 2     | 0       | 0       | 14    | 10    | 0     | 0     | 0        | 1        | 6        | 0     | 0    | 10    | 3     | .245     | .321  | .286     | .607     |       |
| NPB：22년 | NPB：22년      | 2267  | 9048  | 7890  | 1076  | 2101  | 363     | 13      | 404   | 3702  | 1348  | 22    | 17       | 26       | 53       | 1030  | 64   | 47    | 1691  | 257      | .266  | .352     | .469     | .824  |
| MLB：1년  | MLB：1년       | 17    | 41    | 39    | 1     | 5     | 2       | 0       | 0     | 7     | 3     | 0     | 0        | 0        | 0        | 2     | 0    | 0     | 7     | 3        | .128  | .171     | .179     | .350  |

- 2014년 기준. 굵은 글씨는 시즌 최고 성적.
- 요코하마(요코하마 베이스타스)는 2012년에 DeNA(요코하마 DeNA 베이스타스)로 구단명을 변경.